# Adavi Ramudu
Adavi Ramudu (telugu: అడవి రాముడు) to film telugu w reżyserii B. Gopala, z Prabhasem w roli głównej. Film jest remakiem przeboju z NTRem z 1977 r. pod tym samym tytułem.

## Fabuła
Ramudu jest dzieckiem znalezionym w dżungli i wychowywanym przez Peddayana (Nasser). Do wsi przyjeżdża minister wraz z córką. Dzieci zaprzyjaźniają się, a panienka uczy Ramudu czytać i pisać. Inspiruje go też do dalszej nauki, ponieważ tylko nauka pozwoli mu być kimś w życiu. Niestety pewnego dnia minister opuszcza wioskę.

Dorosły już Ramudu (Prabhas) wyjeżdża do dużego miasta na studia. W tej samej szkole studiuje Madhu (Arti Agarwa), której przystojny i ambitny chłopak od razu wpada w oko. Jest nim zainteresowana jeszcze bardziej, gdy słyszy z jakim uwielbieniem wspomina on swoją przyjaciółkę z dzieciństwa. W tym czasie wuj Madhu planuje ślub dziewczyny z jej kuzynem.

## Obsada
- Prabhas – Ramaraju
- Arti Agarwal – Madhu
- Nasser – Peddayan
- Telangani Sakuntali – Matka Madhu
- Brahmanandam – Tribal
- Ramya Krishna – w piosence

## Muzyka
| Tytuł             | Wykonawca                    |
| ----------------- | ---------------------------- |
| Aakasam Sakshiga  | Sonu Nigam, Mahalakshmi Iyer |
| Aaresuko Boi      | SP. Balasubramaniam, Sandhya |
| Govinda           | Karthik, Shreya              |
| Jantanu Vidadhese | Chitra, Sangeetha            |
| Jinka Vetaki      | Hariharan, Chitra            |
| Nagaramu Lo       | Mallikarjun                  |